# Macrothele decemnotata
Macrothele decemnotata là một loài nhện trong họ Hexathelidae. Loài này phân bố ở Vietnam.